# عباسی، کارناتاکا
عباسی، کارناتاکا (به لاتین: Abasi, Karnataka) در هند با جمعیت ۱۳۸ نفر است که در کارناتاکا واقع شده‌است.